# 维也纳爱乐乐团
维也纳爱乐乐团（德語：Wiener Philharmoniker），簡稱維也納愛樂，是位於奧地利维也纳的管弦乐团，成立于1842年。

## 背景
維也納愛樂的成员来自于维也纳国家歌剧院（Wiener Staatsoper），音乐会演出时改称为维也纳爱乐，属于私人组织。維也納愛樂的總部設於維也納金色大廳（Musikverein）。自1933年起，乐团不再设有首席指挥一职，只有客席指挥。指挥家布魯诺·瓦尔特曾说：“一百年过去了，当时建团的乐手都已离去。现在的乐手是新的一批人。但维也纳爱乐仍是维也纳爱乐。全因这份传统一代一代保留了下来。”

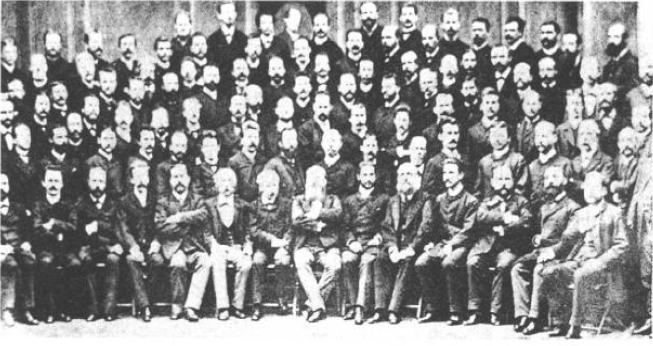
马勒时代的维也纳爱乐乐团合照。

指挥过维也纳爱乐的名家有：汉斯·冯·彪罗、汉斯·里希特、马勒、布拉姆斯、尼基什、魏恩加特纳、瓦尔特、威廉·富特文格勒、奥托·克伦佩勒、理查德·施特劳斯、汉斯·克纳佩茨布施、鲁道夫·肯普、赫伯特·冯·卡拉扬、卡爾·貝姆，乔治·索尔蒂、伦纳德·伯恩斯坦、卡洛斯·克莱伯、安德烈·普列文、马泽尔，祖宾·梅塔、克劳迪奥·阿巴多、乔治·塞尔、马里斯·扬颂斯、約翰·威廉斯、里卡多·穆蒂、西蒙·拉特尔和克里斯蒂安·蒂勒曼等等。同时，维也纳爱乐参与很多演出录音活动。乐团录下的名唱片有：乔治·索尔蒂的尼伯龙根的指环、卡拉扬的维也纳新年音乐会、瓦尔特的马勒第九交响曲和大地之歌等等。
2005年乐团在萨尔斯堡音乐节上，卡尔罗·尼齐的指挥下，配合安娜·妮塔布柯演出了威尔第的茶花女。演出引起轰动。
2006年1月1日，在楊頌斯的指挥下，乐团为世人奉献了一场精彩的新年音乐会，同时也标志着2006年莫扎特年的开始。出席嘉宾有德国女总理安吉拉·梅克尔。
维也纳爱乐乐团曾在1973年和1996年由两度来华演出。前者由阿巴多带领。
維也納愛樂於1993年首次訪台，由小澤征爾帶領，其後也曾於2004年、2015年、2022年多次造訪，由祖賓·梅塔、克里斯托弗·埃申巴赫、弗朗茲·威爾瑟-莫斯特指揮，2023年則由圖岡·索契夫（Tugan Sokhiev）領軍，開啟當年度的亞洲巡演。
艺术与管理
自1842年奥托·尼古拉指挥了乐团第一场音乐会以来，维也纳爱乐就以其独特魅力吸引着世界的作曲家，指挥家和听众。一方面，这得益于乐团代代相传的优秀艺术底蕴，另一方面，乐团独特的组织机构和历史也是成功的因素：为了在这座音乐之都保证莫扎特和贝多芬的作品能被最优秀的诠释出来，1842年歌剧院成员决定，除了在歌剧院的演出之外，还要组织“爱乐”音乐会，并自理其艺术和经营职责。要实现这一切，只可能有一种组织形式：民主。也是因为坚持民主，六年后在政治上发生了一次激烈的斗争。
民主自治
这种自治与民主在一个半世纪的年月中有所改动，但未曾被离弃过。协会的最高权力机构是全体股东大会。每乐季除了举行一次例行的全体股东大会外，还会有5到6次全体特别会议。理论上在这个委员会上，成员可以解决所有问题作出任何决议，但实际上有些许修改，就是一个12人管理委员会负责处理大部分事务。这一直进行到下一次选举。这就要看该委员会是否愿意继续腾出时间处理事务和是否继续得到其他成员的信任。除了修改章程需要获得4/5多数方能通过外，其他在委员会上的投票都是遵循简单的少数服从多数原则，而其实行则是12人委员会的责任。

### 维也纳国家歌剧院/维也纳爱乐管弦乐团的共生关系
汉斯·卡纳匹兹布什形容乐团是“无与伦比”的，这句话可谓一石二鸟，维也纳国家歌剧院乐团和维也纳爱乐协会的关系确实是世界上独一无二的。按当时维也纳爱乐协会的入会准则，进入这个私人性质的协会之前，必须通过一次试奏，先进入维也纳国家歌剧院乐团才能进行后续的申请程序。随着越来越多的乐手成功跨过这道门槛，规则被修改成：必须在申请会员资格前在乐团服務三年。
在国家歌剧院的工作使得乐团的财政得以稳定。因为乐团的私人性质很难确保自身收入，而其独立性也难保。反过来，有稳定工作的乐团成员又会保证了歌剧院的演出质量，在音乐会上的经验与练就的技巧反过来又会用到歌剧演奏方面。没有维也纳国家歌剧院就没有今天的维也纳爱乐管弦乐团。在维也纳，有一个共识，维也纳国家歌剧院/维也纳爱乐的共生关系是双赢的，为这音乐之都带来极大的艺术享受。
1997年后，乐团开始允许吸纳女乐手。

## 固定節目
- 维也纳新年音乐会：自1941年起，每年元旦举行
- 美泉宫夏夜音樂會：2004年起在年中舉辦的免費音樂會，日期不固定
- 萨尔茨堡音乐节的大部分演出（含歌劇）

## 著名人物
- 瓦爾特·巴里利
- 沃爾夫岡·施奈德漢

## 評價
维也纳是世界音乐之都。维也纳爱乐体现着最纯正的德奧风格。弦乐浑厚，线条清晰。较芝加哥交响乐团的铜管声部，维也纳爱乐的铜管很有融合力，没有尖刺突兀之感。这正是维也纳爱乐的独特之处。维也纳爱乐有着美丽的音色，是很多指挥家梦寐以求的合作对象。
很多杰出的音乐家作曲家见证了维也纳爱乐的成长。瓦格纳认为这支乐团是世界上最杰出的。布鲁克纳说维也纳爱乐和音乐是音乐世界里面最美的和谐。勃拉姆斯承认自己是乐团的“朋友和乐迷”。理查·史特勞斯总结道：“乐团能够将所有小提琴家都吸引到维也纳来。”